# Альберт
Альбе́рт (реже А́льберт) — мужское двухосновное русское личное имя, берущее свои корни из немецкого языка начала XX века. Имя древнегерманского (франкского) происхождения; является обретшей самостоятельность краткой формой имени Адальберт (нем. Adalbert), которое образовалось сложением основ [adal] («благородный») и [berht] («яркий», «блистательный»). Женское парное имя — Альберта, Альбертина. Есть версия о происхождении имени от ингушского храма Альби Ерд, от названия которого произошло ингушское имя Элберд

## История имени
Имя в архаичной форме Адальберт у франков было известно с IX века. В период Высокого Средневековья имя в некоторых европейских языках подверглось модернизации. Например, в средневековом латинском устоялась форма Альберт, тогда как в немецком — Альбрехт. Имя в Высоком и Позднем Средневековье встречалось прежде всего у знати, и в некоторых европейских (преимущественно германских) государственных образованиях стало традиционным монархическим именем. Носителями имени были, например, пять герцогов Баварии, шесть правителей Австрии, несколько герцогов и курфюрстов Саксонии, маркграфы Бранденбурга, графы Намюра и др. Высокий семантический статус имени поддерживался Католической церковью, канонизировавшей ещё в 999 году Адальберта Пражского, погибшего во время миссионерства среди пруссов.
Имя вернулось в европейскую аристократическую среду в XIX веке. Его носителями были супруг (принц-консорт) британской королевы Виктории Альберт Саксен-Кобург-Готский (1840—1861), король Саксонии Альберт (1873—1902), король Бельгии Альберт I (1909—1934). В Великобритании возрождение популярности имени, забытого в течение нескольких веков, связано непосредственно с принцем Альбертом.

## Распространённость имени
В России имя появилось в качестве реального личного имени после Октябрьской революции. С отделением церкви от государства стало возможным давать новорождённым имена, которые отсутствовали в православных святцах, и имя Альберт вошло в группу послереволюционных западноевропейских заимствований. Однако частотность имени в русскоязычной среде никогда не достигала высоких значений. Имя, например, отсутствует в сведениях, собранных за несколько десятилетий А. В. Сусловой и А. В. Суперанской об именах новорождённых в Ленинграде (однако Суслова и Суперанская включили имя в рекомендательный список имён).
Пик увлечения западноевропейскими именами приходился на конец 1950-х — 1960-е годы, но даже в этот период имя не достигало высоких показателей частотности. Статистические данные по именам новорождённых в 1961 году, подготовленные В. А. Никоновым по нескольким регионам центральной России, показывают, что имя в начале 1960-х в целом было «городским». В сельских районах семи из девяти обследованных областей имя не встретилось ни разу; только в двух областях — Ярославской и Костромской — имя фиксировалось с частотностью 2 ‰ (то есть выявлялись два носителя имени в 1000 учтённых). В то же время имя использовалось во всех семи областных центрах, в которых собирались сведения. Максимумы отмечались в Костроме и Владимире (4 ‰); в Тамбове и Ульяновске частотность составляла 2 ‰, в Калуге и Пензе — 1 ‰; в Курске фиксировались лишь единичные случаи наречения именем.

## Именины
Католические именины:
- 8 апреля, 25 сентября, 15 ноября, 21 ноября.